# Mat Mladin

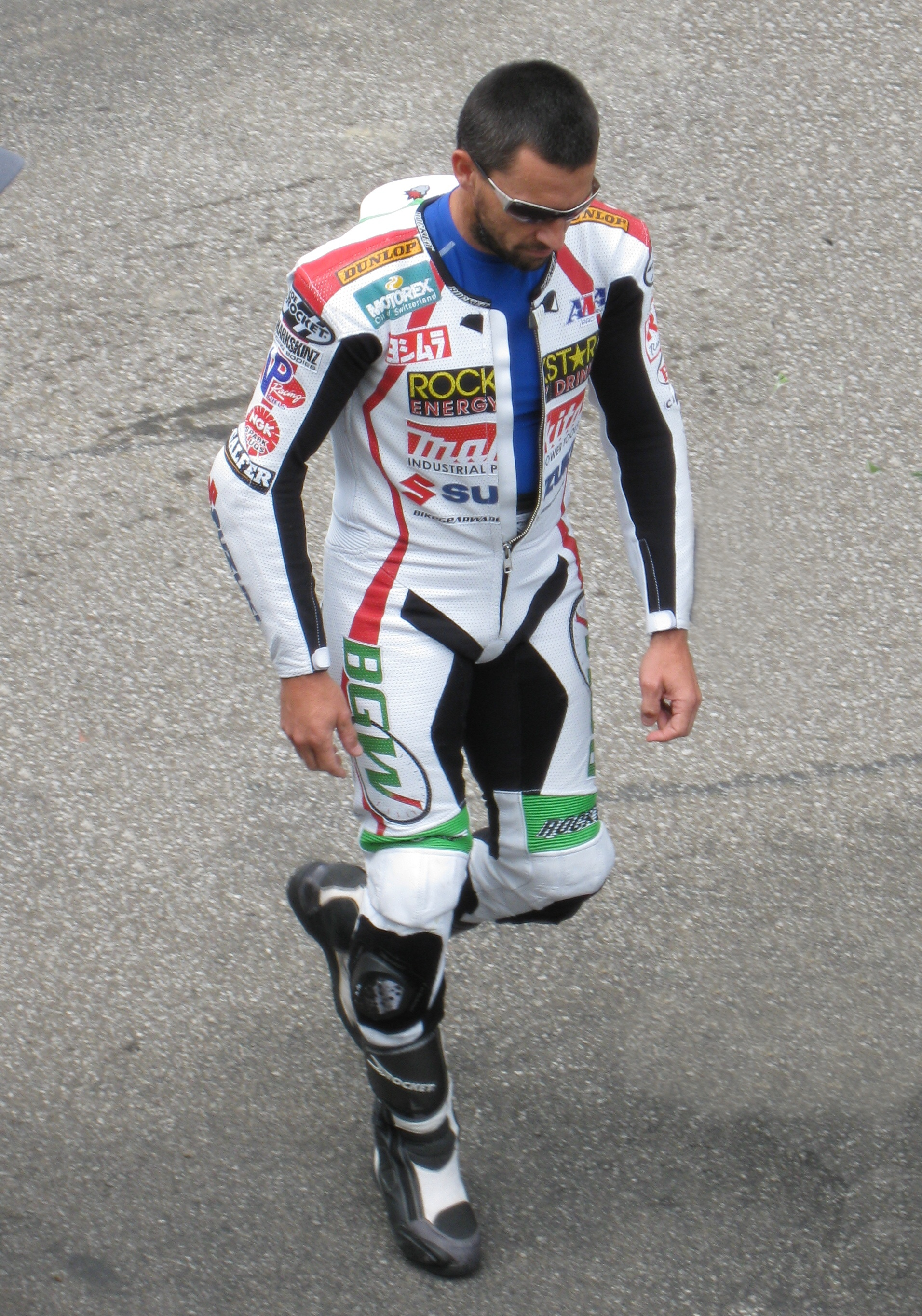
Mat Mladin

Mat Mladin, född den 10 mars 1972, är en australisk roadracingförare.

## Roadracingkarriär
Mladin körde en säsong i Roadracing-VM 1993, men nådde inga större resultat, utan flyttade till AMA Superbike till 1996. Han har sedan dess vunnit klassen fem gånger för Suzuki, men har de senaste åren fått stå tillbaka för Ben Spies. Han dominerade säsongsinledningen 2009 efter att Spies gått till Yamahas VM-team för säsongen.